# Pontus Stenshäll
Nils Pontus Stenshäll, född 22 januari 1966 i Karlskrona, är en svensk teaterregissör och skådespelare.

## Biografi
1988–1991 studerade Pontus Stenshäll vid Teaterhögskolan i Malmö men var innan dess verksam som skådespelare på UDG-teatern i Karlskrona. 1990 flyttade UDG-teatern in på Folkteatern i Gävleborg och Stenshäll följde med dit efter skådespelarutbildningen. Från år 2000 var han verksam som skådespelare och regissör vid Moment teater i Gubbängen i Stockholm, där han uppmärksammades för sin expressiva och dekonstruerande regi och fick epitetet "klassikerslaktare". Sedan 2015 är Stenshäll konstnärlig ledare för Göteborgs stadsteater.

## Regi (ej komplett)
| År   | Produktion                                                           | Upphovsmän                                    | Teater                            |
| ---- | -------------------------------------------------------------------- | --------------------------------------------- | --------------------------------- |
| 2006 | Den tejpade mannen                                                   | Pontus Stenshäll                              | Moment teater                     |
| 2007 | Befriad Cleansed                                                     | Sarah Kane                                    | Moment teater                     |
| 2007 | Faust                                                                | Johann Wolfgang von Goethe                    | Moment teater                     |
| 2008 | Bröderna Grym - sagor för vuxna                                      | Bröderna Grimm                                | Uppsala stadsteater               |
| 2008 | Birgitta Pelikan                                                     | August Strindberg                             | Moment teater                     |
| 2008 | Barabbas                                                             | Pär Lagerkvist                                | Moment teater                     |
| 2009 | Bitterfittan                                                         | Maria Sveland                                 | Västerbottensteatern              |
| 2009 | Macbeth                                                              | William Shakespeare                           | Moment teater                     |
| 2009 | Backstage                                                            | Ulf Lundell                                   | Moment teater                     |
| 2009 | Swedish History X                                                    | August Strindberg                             | Teaterhögskolan i Stockholm       |
| 2010 | De dömdas ö                                                          | Stig Dagerman                                 | Moment teater                     |
| 2010 | Ett drömspel                                                         | August Strindberg                             | Moment teater                     |
| 2011 | Fedras kärlek Phaedra's Love                                         | Sarah Kane                                    | Moment teater                     |
| 2012 | Din stund på jorden                                                  | Vilhelm Moberg                                | Borås stadsteater                 |
| 2012 | Den kaukasiska kritcirkeln Der kaukasische Kreidekreis               | Bertolt Brecht                                | Folkteatern i Gävleborg           |
| 2012 | Körsbärsträdgården Вишнёвый сад, Visjnjovyj sad                      | Anton Tjechov                                 | Moment teater                     |
| 2013 | Ett dockhem Et Dukkehjem                                             | Henrik Ibsen                                  | Moment teater                     |
| 2013 | Ifigenia                                                             | Euripides                                     | Moment teater                     |
| 2014 | Caligula                                                             | Albert Camus                                  | Helsingborgs stadsteater          |
| 2014 | Hamlet                                                               | William Shakespeare                           | Stockholms stadsteater/Skärholmen |
| 2015 | I väntan på Godot En attendant Godot                                 | Samuel Beckett                                | Moment teater                     |
| 2015 | Romeo och Julia Romeo and Juliet                                     | William Shakespeare                           | Scenkonst Sörmland                |
| 2015 | Spår (av Antigone)                                                   | Christina Ouzounidis                          | Göteborgs stadsteater             |
| 2016 | Mephisto                                                             | Klaus Mann Översättning Laura Pape-Butler     | Göteborgs stadsteater             |
| 2017 | Utvandrarna                                                          | Vilhelm Moberg                                | Göteborgs stadsteater             |
| 2019 | Herr Puntila och hans dräng Matti Herr Puntila und sein Knecht Matti | Bertolt Brecht Översättning Alf Henrikson     | Göteborgs stadsteater             |
| 2021 | Kejsarn av Portugallien                                              | Selma Lagerlöf Dramatisering Pontus Stenshäll | Göteborgs stadsteater             |

### Scenografi och kostym (ej komplett)
| År   | Produktion | Upphovsmän        | Regi             | Teater                | Noter                 |
| ---- | ---------- | ----------------- | ---------------- | --------------------- | --------------------- |
| 2016 | Fadren     | August Strindberg | Andreas Boonstra | Göteborgs stadsteater | Scenografi och kostym |